# Karol Duchiewicz
Karol Duchiewicz (ur. ok. 1832 w Niżankowicach, zm. 12 lipca 1903 w Sanoku) – polski urzędnik sądowy.

## Życiorys
Urodził się około 1832 roku w Niżankowicach. W okresie zaboru austriackiego w ramach autonomii galicyjskiej wstąpił do c. k. służby krajowej. Od około 1860 był pisarzem gminnym w gminnym urzędzie miejskim w Przemyślu. Następnie od około 1863 pracował jako kancelista w C. K. Sądzie Powiatowym w Sieniawie. Od około 1867/1868 był kancelistą w C. K. Sądzie Powiatowym w Niżankowicach. Następnie przeszedł do pracy w C. K. Sądzie Obwodowym w Samborze, gdzie od około 1874 był kancelistą w urzędzie pomocniczym. Od około 1878 był prowadzącym księgi gruntowe w urzędzie pomocniczym C. K. Sądu Obwodowego w Przemyślu. Ze stanowiska prowadzącego księgi gruntowe w Przemyślu w sierpniu 1887 został mianowany przełożonym urzędów pomocniczych dla Sanoka przy utworzonym w tym czasie tamtejszym C. K. Sądzie Obwodowym. W kolejnych latach sprawował stanowisko naczelnika sądów pomocniczych w Sanoku. W 1897 został mianowany dyrektorem kancelarii II klasy w Sanoku i w kolejnych latach pełnił stanowisko dyrektora kancelarii sądowej C. K. Sądu Obwodowego w Sanoku, od około 1901 w randze starszego naczelnika kancelarii z tytułem dyrektora kancelarii II klasy. Około 1903 został przeniesiony na emeryturę.
W 1898 został odznaczony Złotym Złotym Krzyżem Zasługi Cywilnej z koroną. Przed 1903 otrzymał także Medal Jubileuszowy Pamiątkowy dla Cywilnych Funkcjonariuszów Państwowych. Był członkiem zwyczajnym Macierzy Szkolnej dla Księstwa Cieszyńskiego.
Zmarł 12 lipca 1903 w Sanoku w wieku 71 lat. Został pochowany na cmentarzu przy ul. Rymanowskiej w Sanoku 14 lipca 1903 w pogrzebie pod przewodnictwem sanockiego proboszcza ks. Bronisława Stasickiego. Był żonaty z Ludwiką z domu Grosse.